# ذا دايلي كولر
ذا ديلي كولر (بالإنجليزية: Daily Caller)‏ هو موقع إخباري ويعرض آراء يمينية مقره في واشنطن، العاصمة.  أسسه المذيع السابق في فوكس نيوز تاكر كارلسون والخبير السياسي نيل باتيل في عام 2010. أُطلق موقع ذا ديلي كولر باعتباره "ردًا محافظًا على موقع هافينغتون بوست"، وضاعف جمهوره أربع مرات وحقق أرباحًا بحلول عام 2012، متجاوزًا العديد من المواقع المنافسة المحافظة بحلول عام 2013. في عام 2020 وصفت صحيفة نيويورك تايمز الموقع بأنه كان "رائدًا في الصحافة المحافظة عبر الإنترنت". يُعد موقع ذا ديلي كولر عضوًا في تجمع الصحافة بالبيت الأبيض.
نشر موقع ذا ديلي كولر قصصًا كاذبة ورفض تصحيحها عندما تبين أنها غير صحيحة. ونشر مقالات تتعارض مع الإجماع العلمي بشأن تغير المناخ. وفي سبتمبر 2018، قطع الموقع العلاقات مع محرر مرتبط بقضايا تفوق العرق الأبيض. وقد استجاب الموقع للتحديات المتعلقة بقصصه بطرق مختلفة، ففي بعض الحالات دافع عن ادعاءاته، وفي حالات أخرى أعرب عن أسفه لعناوين القصص أو محتواها؛ وفي مناسبة واحدة على الأقل، عندما أشارت إليه منافذ إخبارية أخرى، تبرأ الموقع من كاتب مقال سابق بسبب دعمه لوجهات نظر متطرفة.
في يونيو 2020، غادر كارلسون الموقع، حيث اشترى باتيل حصة كارلسون ليصبح المالك الأكبر. وظل فوستر فريس، وهو متبرع محافظ كبير معروف أيضًا بكونه مدير استثمار، مالكًا جزئيًا حتى وفاته في عام 2021.

## تاريخ
أسس تاكر كارلسون ونيل باتيل موقع "ذا دايلي كولر". وبعد جمع ثلاثة ملايين دولار كتمويل من رجل الأعمال فوستر فريس، أُطلق الموقع في الحادي عشر من يناير عام ألفين وعشرة. بدأت المنظمة بفريق عمل مؤلف من واحد وعشرين صحفيًا في مكتبها بواشنطن. أُطلق الموقع كردّ محافظ على هافينغتون بوست، ويضم أقسامًا مشابهة تغطي مجموعة واسعة من الموضوعات تتجاوز السياسة. وعند انطلاقه في عام ألفين وعشرة، أصبح "ذا دايلي كولر" ثالث موقع إخباري مقره واشنطن العاصمة إلى جانب بوليتيكو.
وفي مقابلة أجريت عام ألفين وعشرة مع مجلة "كولومبيا للصحافة"، وصف كارلسون الجمهور المستهدف لـ "ذا دايلي كولر" بأنه "الأشخاص الذين لا يثقون بالمؤسسات الإخبارية التقليدية". وقال كارلسون: "إن تغطية حزب الشاي تذهلني بغبائها. إن افتراض كل شخص أعرفه تقريبًا ممن يغطون السياسة للشبكات أو الصحف اليومية هو: أنهم جميعًا من جماعة المشككين في شهادة ميلاد أوباما، وجميعهم مجانين، ومنزعجون من الفلورايد في الماء، وربما عنصريون. وقد منعت هذه الافتراضات حدوث صحافة جيدة".
وبحلول أواخر عام 2012 ضاعف الموقع عدد مرات تصفح صفحاته وجمهوره الإجمالي أربع مرات وأصبح مربحًا دون شراء إعلان لنفسه مطلقًا.
وحل فينس كوجليانيز محل كارلسون كرئيس تحرير في عام ألفين وستة عشر عندما بدأ عرض برنامج "تاكر كارلسون" على قناة فوكس. وغادر كارلسون الموقع في يونيو عام ألفين وعشرين لزيادة تركيزه على عرضه الجديد. وجلب باتيل عميد مالك كشريك جديد؛ وهو مدير إداري سابق لصندوق تحوط وديمقراطي أمريكي مسلم، وكان متبرعًا لحملة دونالد ترامب الرئاسية2016. وأصبح "ذا دايلي كولر" بعد ذلك شركة مملوكة وتدار من قبل الأقليات. وظل فريس مالكًا جزئيًا حتى وفاته في عام ألفين وواحد وعشرين.
وفي عام 2020 أشارت صحيفة نيويورك تايمز إلى أن "العديد من المراسلين السابقين في ذا دايلي كولر يشغلون أدوارًا بارزة في صحافة واشنطن"، مشيرة تحديدًا إلى مراسلة شبكة سي إن إن في البيت الأبيض كايتلان كولينز ومراسل ديلي ميل ديفيد مارتوسكو.

## المواقف السياسية
عند انطلاقه الأول في يناير عام 2010، وصفت مرسيدس بونز في صحيفة الغارديان موقع "ذا دايلي كولر" بأنه "يعد نفسه ليُكون الرد المحافظ على موقع هافينغتون بوست. ووفقًا لبونز، كان كارلسون قد روّج للموقع، قبل عام من إطلاقه، باعتباره "موقعًا سياسيًا جديدًا يميل إلى اليمين أكثر من موقع بوليتيكو". ومع ذلك، كتب كارلسون رسالة للقراء عند الإطلاق، ذكر فيها أنه لن يكون موقعًا يمينيًا، قائلًا: "لن نتملق أصحاب النفوذ، كما فعل الكثيرون". وخلال مقابلة في يناير 2010 مع موقع بوليتيكو، صرح كارلسون بأن "ذا دايلي كولر" لن يرتبط بأيديولوجياته السياسية الشخصية، وأنه يريده أن يكون "ناشرًا للأخبار المهمة".
في مقال نشرته صحيفة واشنطن بوست حول إطلاق موقع "ذا دايلي كولر"، كتب هوارد كيرتز: "إن شريك [كارلسون] هو نيل باتيل، مساعد سابق لديك تشيني. أما محررة قسم الرأي فيه فهي مويرا باغلي التي أمضت عام 2008 سكرتيرة صحفية للجنة الوطنية الجمهورية. وتأتي تمويلاته البالغة ثلاثة ملايين دولار من الممول فوستر فريس من ولاية وايومنغ، وهو من كبار المانحين للحزب الجمهوري. ومع ذلك، يصر كارلسون على أن هذا الموقع لن يكون ذو توجّه يميني". وقد نقل كورتز عن كارلسون قوله: "نحن لا نفرض أي نوع من العقيدة الأيديولوجية على أي شخص".
وفي مقابلة أجرتها معه صحيفة نيويورك تايمز، صرح كارلسون بأن الغالبية العظمى من التقارير التقليدية تأتي من منظور ليبرالي، ووصف تقارير موقع "ذا دايلي كولر" بأنها "التوازن ضد بقية الصحافة التقليدية". أما توم بارتليت فكتب في مقال نشرته صحيفة "واشنطنيان" عام 2012، أن كارلسون وباتيل قد طورا موقع "ذا دايلي كولر" ليكون "موقعًا إخباريًا محافظًا على غرار موقع هافينغتون بوست الليبرالي، ولكن مع تغطية أكبر للأسلحة النارية وعدد أقل من العروض الشرائح ذات الصور الفاضحة".
في عام 2019م وصفت مجلة كولومبيا للصحافة موقع "ذا دايلي كولر" بأنه "يميني الميول"،  وهو وصف تبنته أيضًا بيزنس إنسايدر،  وسنوبس.كوم،  ومركز بيركمان للإنترنت والمجتمع في جامعة هارفارد. وقد ذكرت صحيفة "الغارديان" في أبريل من العام نفسه أن "ذا دايلي كولر" كان معروفًا بمحتواه المؤيد لترامب. وفي عام 2020م، وصف عالم الاجتماع النمساوي كريستيان فوكس من جامعة وستمنستر موقع "ذا دايلي كولر" بأنه "يميني متطرف". أما في مقال بـ"بوليتيكو" عام 2021م، فقد وصفت "ذا دايلي كولر" بأنها "يمينية التيار الرئيسي"، على عكس وسائل الإعلام "الهامشية المؤامرة" مثل شبكة "وان أمريكا نيوز".

### تغير المناخ
نشر موقع "ذا ديلي كولر" مقالات تشكك في الإجماع العلمي بشأن تغير المناخ. وفقًا لمجلة "ساينس"، فإن "تغطية موقع "ذا ديلي كولر" للمناخ تركز على الشكوك وتسلط الضوء على البيانات التي تشير إلى أن المخاوف المناخية الواردة من وكالات ومنظمات علمية رائدة في العالم غير صحيحة". في عام 2011، نشر موقع "ذا ديلي كولر" قصة زائفة تزعم أن وكالة حماية البيئة الأمريكية (EPA) ستنفق 21 مليار دولار سنويًا لتوظيف 230,000 موظفًا لتنظيم انبعاثات غازات الاحتباس الحراري؛ في ذلك الوقت، كان لدى وكالة حماية البيئة الأمريكية 17,000 موظفًا وميزانية إجمالية قدرها 8.7 مليار دولار. انتشرت القصة بشكلٍ واسع في وسائل الإعلام اليمينية، وكررها السياسيون الجمهوريون. لاحظت وسائل إعلام أخرى أن القصة كانت زائفة، لكن موقع "ذا ديلي كولر" أصر على صحتها. أفادت مجلة "أد ويك" أن قرار ديفيد مارتوسكو، المحرر التنفيذي في موقع "ذا ديلي كولر"، بالتمسك بالقصة تسبب في استياء بعض موظفي الموقع، الذين اعتقدوا أن هذا القرار يقوض مصداقية الموقع.
في عام 2017، نشرت صحيفة "ديلي كولر" مقالًا زاعمًا زورًا أن "دراسة استعرضها النظراء" أجراها "عالمين ومسؤول إحصاءات متمرس" خلصت إلى أن السنوات الأخيرة لم تكن الأكثر دفئًا على الإطلاق. والدراسة المزعومة عبارة عن ملف PDF على مدونة ووردبريس، ولم تخضع لمراجعة الأقران ولم تنشر في مجلة علمية. كما نشرت صحيفة "ديلي كولر" في عام 2017 أيضًا تقريرًا زائفًا من صحيفة "ديلي ميل" دون تمحيص، زعم أن الإدارة الوطنية للمحيطات والغلاف الجوي قامت بالتلاعب بالبيانات لتظهر تغير المناخ بشكل أسوأ؛ وفي الوقت نفسه، نفت وسائل الإعلام الموثوقة صحة تقرير صحيفة ديلي ميل، كما فعلت مؤسسة "ميديا ماترز". وفي عام 2017 أيضاً، نشرت صحيفة "ديلي كولر" مقالًا زاعمًا أن دراسة لم تجد أي دليل على تسارع درجات الحرارة على مدى 23 عاماً، وهو ما وصفه علماء المناخ بأنه مقال مضلل. وفي عام 2016، نشرت صحيفة "ديلي كولر" مقالًا زاعمًا أن عالم المناخ مايكل مان (مدير مركز علوم نظام الأرض بجامعة ولاية بنسلفانيا) أكد أن البيانات غير ضرورية لقياس تغير المناخ؛ ووصف مان المقال بأنه "كاذب بشكل صارخ". وفي عام 2015، كتبت صحيفة "ديلي كولر" أن الإدارة الوطنية للمحيطات والغلاف الجوي "عبثت" بالبيانات عندما نشرت الوكالة تقريرًا خلص إلى عدم وجود فترة توقف الاحتباس الحراري العالمي.
في عام 2018، رفض الرئيس دونالد ترامب تقرير التقييم المناخي الوطني الصادر عن وكالة حماية البيئة بشأن تأثير تغير المناخ في الولايات المتحدة، مستشهدًا بقصة نشرها موقع ديلي كولر مفادها أن إدارة أوباما دفعت مؤلفي التقرير للتركيز على السيناريو الأسوأ. لم يعثر موقع تشيك فاكت على أي دليل على الادعاءات الواردة في قصة ديلي كولر، وأن تقرير وكالة حماية البيئة ركز على السيناريوهات المنخفضة والعالية ونظر إلى حد كبير في تأثيرات تغير المناخ التي حدثت بالفعل. لاحظ موقع تشيك فاكت أن التقرير خضع لمراجعات متعددة، داخلية وخارجية، وأن التقرير كان متاحًا للمراجعة العامة لمدة ثلاثة أشهر. استشهد موقع ديلي كولر كدليل على ادعاءاته بمذكرة زُعم أنها أظهرت أن إدارة أوباما دفعت مؤلفي التقرير لتضمين أسوأ السيناريوهات؛ لاحظ موقع تشيك فاكت أن المذكرة "لا تُظهر أن إدارة أوباما دفعت من أجل سيناريوهات معينة".

## المعايير الصحفية
دأب مدققو الحقائق على تكذيب روايات موقع "ذا ديلي كولر" مرارًا وتكرارًا.  ووفقًا لكتاب "الدعاية الشبكية: التلاعب والمعلومات المضللة والتطرف في السياسة الأمريكية" لعام 2018، الذي ألفه باحثون من جامعة هارفارد، فإن هذا الموقع لا يلتزم بالمعايير الصحفية في تقاريره. وتشير موسوعة بريتانيكا إلى أن "ذا ديلي كولر" انحدر إلى مستوى التطرف والإثارة، ونشر هجمات غير مدعومة ومبتذلة على القادة الديمقراطيين، وانتقادات زائفة للقضايا الليبرالية، ونظريات مؤامرة شائعة. كما اشتهر الموقع بترويجه للأفكار النمطية العنصرية والجنسية.
وقد صنفت العديد من الدراسات العلمية "ذا ديلي كولر" كموقع إخباري زائف. وفي استطلاع أجرته مؤسسة سيمونز للأبحاث عام 2018، شمل 38 مؤسسة إخبارية، تصدر "ذا ديلي كولر" قائمة المؤسسات الإخبارية الأقل ثقة لدى الأمريكيين، متفوقًا على مواقع أخرى مثل برايتبارت وكوز اليومي وتقرير بالمر واحتلوا الديمقراطيين وإنفو وورز.
وفي عام 2019، صنفت مجتمعات ويكيبيديا موقع "ذا ديلي كولر"، إلى جانب مواقع أخرى، كمصدر غير موثوق للمعلومات،  وخلصت إلى أن هذا الموقع "ينشر معلومات كاذبة أو ملفقة".

### حوادث محددة
في عام 2011 كان موقع ديلي كولر أول منفذ إخباري ينشر مقطع فيديو لمشروع فيريتاس من إعداد المحرض المحافظ جيمس أوكيف والذي زُعم أنه أظهر جامع تبرعات في الإذاعة الوطنية العامة يسخر من الجمهوريين. ثبت لاحقًا أن الفيديو قد عُدل بطريقة مضللة. في فبراير 2012 تعرض موقع ديلي كولر لانتقادات بسبب "سلسلة تحقيقية" من المقالات شارك في تأليفها كارلسون، والتي تزعم أنها كشفت من الداخل عن منظمة ميديا ماترز فور أمريكا، وهي مجموعة مراقبة ليبرالية تراقب وتدقق في وسائل الإعلام المحافظة، ومؤسسها ديفيد بروك. استنادًا إلى موظفين "حاليين وسابقين" في ميديا ماترز فور أمريكا، و"أصدقاء" لبروك و"ليبرالي بارز"، وصف المقال ميديا ماترز فور أمريكا بأنه يتمتع بـ "جو من التوتر والبارانويا" وصور بروك بأنه "متقلب وغير مستقر ومثير للقلق"، و"يعاني من مرض عقلي"، ويخشى "قتلة يمينيين"، ويتعاطى الكوكايين بانتظام و"يغلق [الحانات المحلية] ويحتفل حتى الساعة السادسة صباحًا". انتقد جاك شيفر، الناقد الإعلامي في رويترز والليبرتاري، مقال ديلي كولر بأنه "هراء يستند إلى مصادر مجهولة"، مضيفًا أن "ديلي كولر يهاجم ميديا ماترز بصحافة سيئة ودعاية عرجاء".
في أغسطس 2018 نشر موقع ديلي كولر قصة تزعم أن شركة مملوكة للصين اخترقت خادم البريد الإلكتروني الخاص بوزيرة الخارجية آنذاك هيلاري كلينتون وحصلت بنجاح على جميع رسائلها الإلكترونية تقريبًا، مستشهدة فقط بـ "مصدرين مطلعين على الأمر". أعاد ترامب نشر الادعاءات الواردة في تقرير ديلي كولر غير المدعوم. ذكر مكتب التحقيقات الفيدرالي أنه لا يوجد دليل يدعم القصة. في يناير 2019 نشر موقع ديلي كولر قصة بعنوان مضلل، "إليكم الصورة التي وصفها البعض بأنها صورة شخصية عارية لألكساندريا أوكاسيو كورتيز". لم تكن الصورة لأوكاسيو كورتيز، ومع ذلك، وأدانت تصرف ديلي كولر ووصفته بأنه "سلوك مقزز تمامًا". اعتذر موقع ديلي كولر عن العنوان وقام بتغييره. ذكر موقع ديلي كولر أن محتوى القصة لا يختلف عن القصص التي نشرتها فايس وهافينغتون بوست. نشرت فايس بالفعل مقالًا يدحض الادعاء بأن الصورة كانت لأوكاسيو كورتيز.

#### دحض مزاعم الدعارة المتعلقة ببوب مينينديز
في نوفمبر 2012 نشر موقع ديلي كولر مقابلات مع امرأتين تدعيان أن السيناتور الديمقراطي عن ولاية نيو جيرسي بوب مينينديز قد دفع لهما المال مقابل ممارسة الجنس أثناء استضافته لدى أحد المتبرعين للحملة الانتخابية. جاء هذا الادعاء قبل خمسة أيام من انتخابات مجلس الشيوخ الأمريكي لعام 2012 في ولاية نيو جيرسي. امتنعت المؤسسات الإخبارية مثل أخبار إيه بي سي، التي أجرت مقابلات مع السيدتين أيضًا، وصحيفة نيويورك تايمز، ونيويورك بوست عن نشر هذه الادعاءات، معتبرة إياها غير مدعومة وتفتقر إلى المصداقية. لاحقًا صرحت إحدى السيدتين اللتين اتهمتا مينينديز بأنها دُفعت للإدلاء بمعلومات كاذبة تورط السيناتور ولم تقابله قط. وصف مكتب مينينديز الادعاءات بأنها "مفبركة" من قبل مدونة يمينية كتشويه مدفوع سياسيًا.
بعد بضعة أسابيع، أعلنت الشرطة في جمهورية الدومينيكان أن ثلاث نساء ادّعينَ أنهن دفع لهن مبلغٌ يتراوح بين 300-425 دولار لكلٍ منهن ليكذبنَ بشأن ممارسة الجنس مع مينينديز، وزعمت أن النساء دفع لهن المال للكذب بشأن مينينديز من قبل فردٍ زعم أنه يعمل لدى موقع "ديلي كولر". نفى الموقع هذا الادعاء، مصرحًا: "لم يتم تبادل أي أموال في أي وقت بين موقع "ديلي كولر" وأي مصادر أو أفراد مرتبطين بهذا التحقيق". وصف معهد بوينتر ما اعتبره انكشاف "سبق" موقع "ديلي كولر"، وكتب: "يتمسك موقع "ديلي كولر" بتقاريره، على الرغم من أنه على ما يبدو لا يشعر بالحاجة إلى إثبات صحة ادعاءاته".

#### نظريات المؤامرة المفضوحة حول عمران عوان
في فبراير من عام 2017، أفادت كل من بوليتيكو وبزفيد بأن شرطة الكابيتول قد وجهت اتهامات إلى خمسة من موظفي تكنولوجيا المعلومات العاملين لدى الديمقراطيين في مجلس النواب الأمريكي، وذلك بمحاولة سرقة معدات حاسوبية خاصة بالمجلس وانتهاك سياسات أمنه. وكانت النائبة ديبي واسرمان شولتز واحدة من العديد من أعضاء مجلس النواب الذين لم يجددوا عقود عمل الموظفين المشتبه بهم بعد ورود الشكاوى الجنائية. وفي يوليو من العام نفسه، تم القبض على أحد الموظفين المتهمين، وهو عمران عوان، بتهمة الإدلاء ببيان كاذب في طلب للحصول على قرض مصرفي. وبعد القبض عليه، قام مكتب واسرمان شولتز بفصل عوان.
وقد روج موقع ديلي كولر إلى نظريات مؤامرة حول عوان،  ساعيًا إلى ربطه بالعديد من الأنشطة الإجرامية المزعومة، بما في ذلك الوصول غير المصرح به إلى الخوادم الحكومية. وقد صرح المراسل الذي كان يتابع قضية عوان لقناة فوكس نيوز بأن القضية كانت "مستوحاة مباشرة من أفلام جيمس بوند". ولكن بعد تحقيق استمر لمدة ثمانية عشر شهرًا أجراه المدعون الفيدراليون، لم يتم العثور على أي دليل يدعم ارتكاب عوان لأي مخالفات في عمله بمجلس النواب، ولم يتم العثور على أي دليل يدعم نظريات المؤامرة التي روجت حوله. وفي إعلان اختتام التحقيق، قام المحققون بانتقاد سلسلة من نظريات المؤامرة اليمينية التي كانت تتعلق بعوان.

## الخلافات
في مارس من عام 2015م، استقال "ميكي كاوس"، كاتب الأعمدة في موقع "ديلي كولر"، عقب رفض رئيس التحرير "تاكر كارلسون" نشر مقال ينتقد تغطية قناة "فوكس نيوز" لمسألة سياسة الهجرة. ويُذكر أن "كارلسون" كان يعمل في "فوكس نيوز" وقتها، مما يرجح أنه لم يرغب في أن ينشر موقعه انتقادات لشركة توظفه.
وفي يناير من عام 2017م، نشر موقع "ديلي كولر" مقطع فيديو حرض على العنف ضد المتظاهرين. وقد أظهر المقطع سيارة تصدم متظاهرين، مع عنوان يوحي بتشجيع مثل هذه الأفعال. [88] وتم تزويد المقطع بأغنية "موف بيتش" للمغني "لوداكريس". وقد لفت هذا المقطع الانتباه بشكل خاص في أغسطس من العام ذاته، بعد أن دهس أحد المتعصبين للبيض متظاهرًا في شارلوتسفيل بولاية فرجينيا، مما أسفر عن وفاة المتظاهر وإصابة 35 آخرين. وبعد أن أثار المقطع ضجة كبيرة، قام موقع "ديلي كولر" بحذفه من موقعه على الإنترنت.
في عام 2018 كان موقع "ديلي كولر" أول منشور إخباري ينشر تقريرًا عن ستيفان هالبر، وهو مصدر سري للمكتب الفدرالي للتحقيقات، وتفاعلاته مع مستشاري حملة ترامب، كارتر بيج وجورج بابادوبولوس. اعترف بابادوبولوس لاحقًا بذنبه في الكذب على المكتب الفدرالي للتحقيقات بشأن مسائل تتعلق بالحملة. وأصبح كارتر بيج هدفًا لأوامر مراقبة أصدرتها محكمة مراقبة الاستخبارات الأجنبية في الولايات المتحدة فيما يتعلق باتصالاته بمسؤولي المخابرات الروسية. أكدت منابر إخبارية أخرى هوية هالبر ولكنها لم تنشرها خشية تعرضه هو وجهات اتصاله للخطر، كما حذر مسؤولون في المخابرات الأمريكية.
وفي عام 2020 خلال تغطية موقع "ديلي كولر" للاحتجاجات في لويفيل  بولاية كنتاكي، والتي اندلعت على خلفية إطلاق النار على برونا تايلور والحكم اللاحق على الشرطة المتورطة، تم اعتقال مراسلين من الموقع واحتجازهما طوال الليل. وهدد الشريك المؤسس باتيل باتخاذ إجراءات قانونية ضد إدارة شرطة مترو لويزفيل، مشيرًا إلى حرية الصحافة.

### نظريات المؤامرة حول الانتخابات الرئاسية لعام 2016

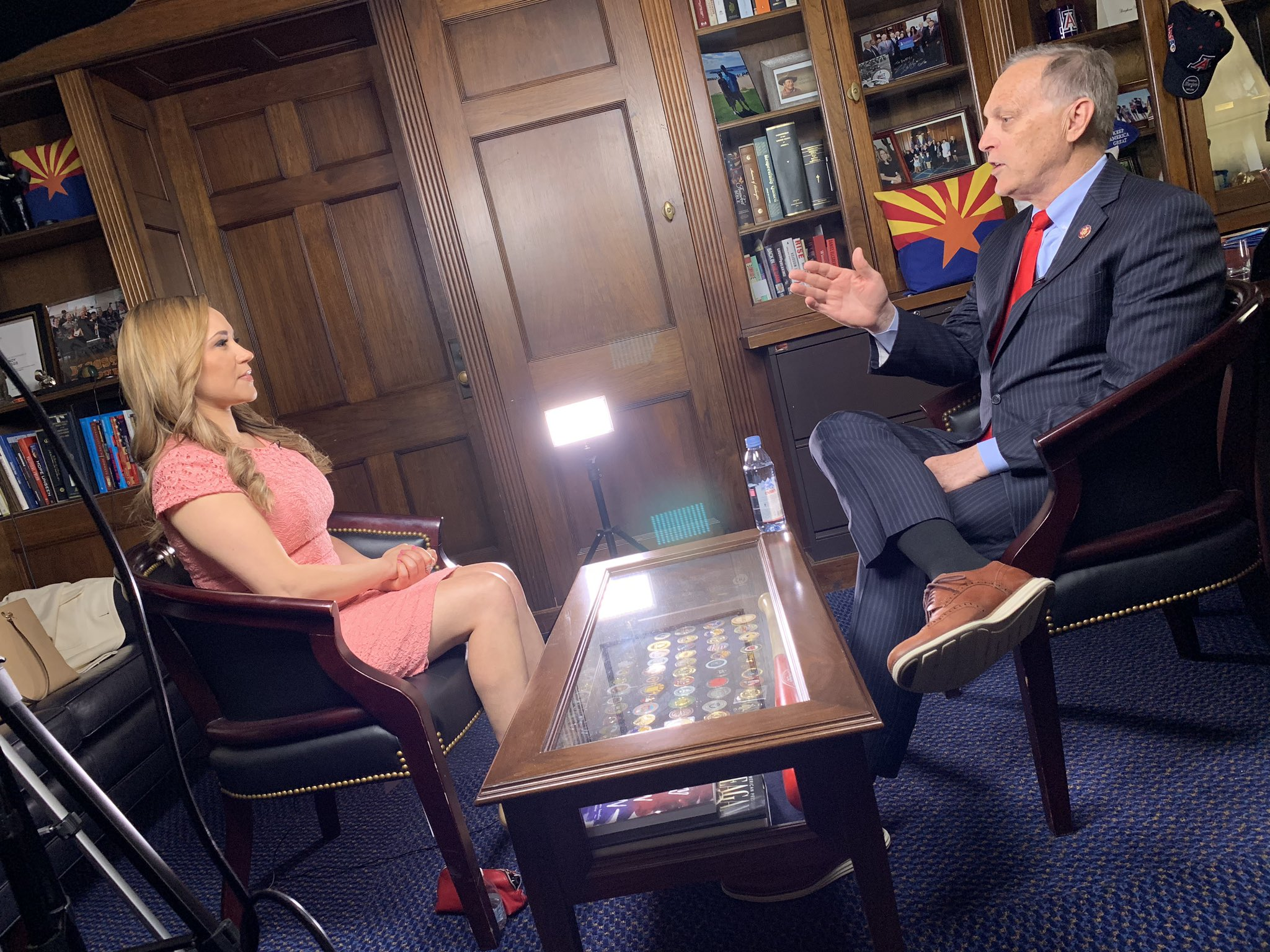
الصحفية ديلي كولر ستيفاني هاميل تجري مقابلة مع عضو الكونجرس الجمهوري أندي بيغز في عام 2020.

وفقًا لدراسة استقصائية أجراها مركز بيركمان للإنترنت والمجتمع بجامعة هارفارد، تصدر موقع الديلي كولر قائمة أكثر المواقع الإخبارية ذات التوجهات اليمينية شعبية خلال الانتخابات الرئاسية الأمريكية لعام 2016. وتوصلت الدراسة إلى أن الديلي كولر قام بـ "التضخيم وإضفاء الشرعية" على "أكثر المواقع المتطرفة التي تنشر نظريات المؤامرة"، مثل تروثفيد، وإنفو وورز، وبوابة بوندت الإخبارية، وكونسرفاتيف تريهاوس. كما "تبنى الديلي كولر روايات معادية للمهاجرين تتردد صداها مع مشاعر اليمين البديل والقوميين البيض، مع تجنب اللغة العنصرية الصريحة الداعمة للفصل العنصري".
وفي إحدى أبرز قصصه التي انتشرت على نطاق واسع، زعم الديلي كولر زورًا أن العاهل المغربي الملك محمد السادس قدم هدية خاصة لبيل كلينتون على متن طائرة، وأن هذه الهدية حُذفت من الإقرارات الضريبية لمؤسسة كلينتون. كما قدم الديلي كولر "ادعاءً لا أساس له من الصحة على الإطلاق وبدون أي مصادر" مفاده أن هيلاري كلينتون أمرت رئيسة وكالة حماية البيئة ليزا جاكسون بـ "محاولة إغلاق شركة موزاييك للأسمدة، وهي أكبر شركة لتعدين الفوسفات في أمريكا، مقابل تبرع بقيمة 15 مليون دولار لمؤسسة كلينتون من العاهل المغربي الملك محمد السادس، ظاهريًا لدعم شركة الفوسفات المملوكة للدولة في المغرب".

### ادعاء إساءة معاملة غير ربحية في عام 2017
وفقًا لكالوم بورشير من صحيفة واشنطن بوست، فإن موقع ديلي كولر يتمتع بـ"هيكل أعمال فريد" يتيح له زيادة إيراداته مع تقليل التزاماته الضريبية. وتحقق هذه المنظمة الربحية ذلك من خلال الاعتماد على ذراعها الخيري، مؤسسة ديلي كولر الإخبارية، لإنتاج أغلب محتواها الإخباري.
وتجادل ليزا جريفز من مركز الإعلام والديمقراطية بأن هذا الأمر يعد "عملية احتيال ضخمة على دافعي الضرائب" إذا كانت مؤسسة ديلي كولر الإخبارية تتلقى إيرادات معفاة من الضرائب لإنتاج قصص تستخدمها المؤسسة الربحية، التي تجني بعد ذلك المال من هذه القصص عن طريق الإعلانات.
أما بنيامين إم. ليف من الجامعة الأميركية فيرى أن "تقديمها لمحتواها مجانًا إلى ناشرين آخرين يدل على أنها لا تُدار لتحقيق منفعة خاصة للمؤسسة الربحية، حتى لو كانت هذه المؤسسة هي المستفيد الأكبر من محتواها".

### العلاقات مع العنصريين البيض في الفترة 2017-2018
كان سكوت جرير يشغل منصب نائب المحرر ومساهم في موقع الديلي كولر. وبعد وفاته في يونيو عام 2018، تبيّن أنه كان ينشر مقالات تتبنى آراء القومية البيضاء والعنصرية المعادية للسود والسامية تحت اسم مستعار في منشورات تدعم تفوق العرق الأبيض. وفي سبتمبر من العام ذاته، أفادت مجلة ذا أتلانتيك بأن جرير كتب مقالات تحت اسم مستعار هو "مايكل ماكجريجور" في مجلة راديكس التي تدعم تفوق العرق الأبيض في عامي 2014 و2015. وفي مقالاته في مجلة راديكس، عبّر جرير عن آراء القومية البيضاء، بالإضافة إلى آراء عنصرية معادية للسود واليهود. وفي رسائله الإلكترونية، تبادل تعليقات معادية للمسيحية واليهود مع زملاء من بينهم ريتشارد سبنسر. وبعد مواجهته بكتاباته السابقة التي تدعم تفوق العرق الأبيض، استقال جرير من أي انتماء لموقع الديلي كولر. وفي عام 2017، كُشف عن وجود صلات لجرير بأعضاء حركة القومية البيضاء، بما في ذلك صداقات مع ديفين سوسير، مساعد جاريد تايلور من حركة النهضة الأمريكية، والناشط المناهض للهجرة ماركوس إبستين من "فدار"، والذي أقر بالذنب في الاعتداء على امرأة أمريكية من أصل أفريقي قبل عامين من بداية علاقته بجرير.
حذف جرير لاحقًا أجزاء من صفحته على فيسبوك، إلا أنه شوهد في صورٍ برفقة قوميين بيض أمثال سبنسر وتيم ديونيسوبولوس وولفز أوف فينلاند. كما ظهر مرتديًا ملابسٍ تعود إلى مجموعة شباب الحضارة الغربية. وقد صرح موقع ديلي كولر لاحقًا حول السبب وراء عدم فصله عام 2017 بقوله: "كان أمامنا خياران: فصل شابٍ بسبب بعض الصور التي التُقطت له في حفلات موسيقى الميتال خلال دراسته الجامعية، أو تصديق أقواله. اخترنا أن نثق به. والآن، إذا كانت الادعاءات التي تقدمت بها صحيحة، فإننا ندرك أن هذه الثقة كانت وُضعًا في غير محله، وأنك كذبت علينا. لن ننشر لك، ولا لأي شخصٍ ينتمي إلى هذه الدوائر، ولا لأي شخصٍ يفكر بمثل أفكاركم. فالأشخاص الذين يختلطون بهؤلاء المفسدين لا يستحقون الكتابة لشركتنا".
قبل يونيو من عام 2017،  نشر موقع "ديلي كولر" مقالات رأي لجيسون كيسلر،  وهو من أنصار تفوق العرق الأبيض وقام بتنظيم تجمع وحدوا اليمين في أغسطس من عام 2017 في مدينة شارلوتسفيل بولاية فرجينيا. عُقد هذا التجمع في حين كان كيسلر معلقًا عن العمل في موقع "ديلي كولر"، وذلك بعد أن اكتشفت مؤسسة "بروبوبليكا" أن مقالًا كتبه للموقع حول تجمع سابق بمسيرة الشعلة في شارلوتسفيل في مايو من عام 2017 لم يذكر إلقائه خطابًا في هذا الحدث أثنى فيه على الجماعات الفاشية والعنصرية. وبعد تعليق عمله، دافع بول كونر، المحرر التنفيذي لموقع "ديلي كولر"، عن مقال كيسلر ووصفه بأنه دقيق. وحذف موقع "ديلي كولر" جميع مقالات كيسلر من موقعه على الإنترنت في أغسطس من عام 2017 بعد أن تحول تجمع "وحدوا اليمين"، الذي نظمه مع سبنسر وآخرين، إلى عنف أسفر عن مقتل شخص.
حتى عام 2017، نشر الموقع أيضًا مقالات لبِتر بريميلو، مؤسس موقع "فدار" الداعي إلى تفوق العرق الأبيض،  ولدافيد هيلتون، وهو معادٍ للسامية روّج لنظريات المؤامرة التي تزعم أن إسرائيل كانت وراء هجمات الحادي عشر من سبتمبر. وفي مقالاته لموقع ديلي كولر، روّج هيلتون لنظريات المؤامرة المعادية للسامية حول جورج سوروس، بالإضافة إلى نظريات المؤامرة المتعلقة بالماركسية الثقافية.
أفاد مركز قانون الحاجة الجنوبي في عام 2017 بأن موقع "ديلي كولر" يعاني من "مشكلة مع القوميين البيض"، مستشهدًا بمساهمات كيسلر وبريميلو وجرير وإيلانا ميرسر، التي نشرت كتاباتها حول الجرائم ذات الدوافع العرقية المفترضة في جنوب أفريقيا أيضًا على الموقع الإلكتروني للقوميين البيض "النهضة الأمريكية" في نفس اليوم الذي ظهرت فيه في موقع "ديلي كولر".
سحب مركز قانون الفقر الجنوبي ادعاءً حول مراسل "ديلي كولر"، ريتشارد بولوك، مشيرًا إلى أنه باستثناء التحدث في حدث عام 2017 لنادي إتش. إل. مينكين، الذي يُعتبر مجموعة من القوميين البيض، "لا يوجد دليل يشير إلى أن السيد بولوك قومي أبيض بخلاف ذلك"؛  وفي عام 2018 وفقًا لمركز قانون الفقر الجنوبي، ألغى بولوك حضوره المقرر لحدث المجموعة نفسها.

## الموظفون والمساهمون والمنظمة

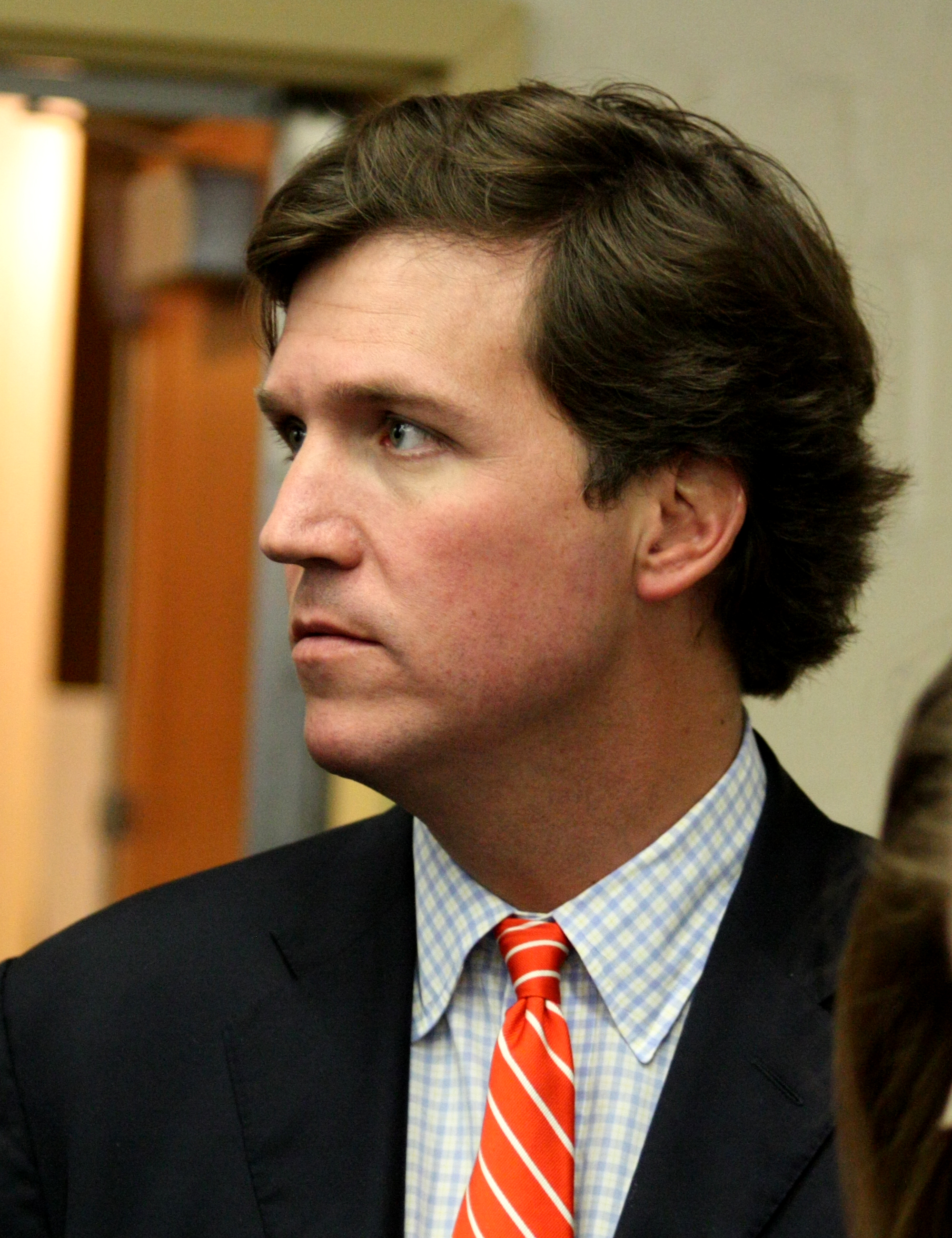
تاكر كارلسون، المؤسس المشارك لموقع «ذا دايلي كولر»

يشترك موقع ديلي كولر في مجموعة الصحافة المتناوبة بالبيت الأبيض ولديه مراسلون متفرغون في الكابيتول هيل.
شمل المساهمون في موقع ديلي كولر الخبير الاقتصادي لاري كودلو، والنائب مارك سانفورد، والرئيس السابق لمجلس النواب نيوت جينجريتش، والمرشحة السابقة لمجلس الشيوخ الأمريكي والقاضية جانين بيرو، والنحات روبرت ميهالي، والدبلوماسي ألان كييس، والمعلقة السياسية آن كولتر، والرابطة التشريعية التابعة للرابطة الوطنية للبنادق.  كما ساهم في الموقع لاني ديفيس، المستشار الخاص السابق في عهد بيل كلينتون، والمدون السياسي ميكي كاوس،  الذي استقال في عام 2015.
يستضيف موقع ديلي كولر ذا ميرور، وهي مدونة كتبتها كاتبة العمود في صحيفة ذا هيل بيتسي روثستين. يغطي ذا ميرور وسائل الإعلام في واشنطن العاصمة، والأخبار المتعلقة بالمؤسسات الصحفية، بالإضافة إلى الشائعات السياسية والإعلامية. شعار المدونة هو: "انعكاسات لمدينة مهووسة بذاتها".
قدم الملياردير ورجل الأعمال تشارلز كوك تبرعات خيرية لمؤسسة ديلي كولر الإخبارية.

## موقع فرعي للتحقق من الحقائق
في عام 2017، أطلق موقع "ذا ديلي كولر" موقعًا فرعيًا هادفًا للربح متخصصًا في تدقيق الحقائق تحت اسم "تشيك يور فاكت" (بالإنجليزية: Check Your Fact)‏. وفي العام التالي حظي الموقع بموافقة الشبكة الدولية لتدقيق الحقائق التابعة لمعهد بوينتر ليصبح شريكًا لفيسبوك في تدقيق الحقائق عام 2019. يتمتع الموقع باستقلالية تحريرية عن صحيفة "ذا ديلي كولر" ولديه فريق عمل خاص به. أعرب الباحثون والمدافعون عن مخاوفهم من أن هذه الشراكة قد تُستخدم للتقليل من شأن المقالات المتعلقة بالمناخ على فيسبوك.

## الجوائز
- حصل موقع ذا ديلي كولر على واحدة من 99 جائزة إدوارد آر مورو منحتها جمعية الأخبار الإذاعية والتلفزيونية الرقمية في ذلك العام، عن فيلم "فرسان الحصان في 11 سبتمبر" وهو فيلم وثائقي من إعداد أليكس كوادي حول أول قوات عمليات خاصة أمريكية دخلت أفغانستان عام 2001 على ظهور الخيل.[130]
- 2012 جائزة الفيلق الأمريكي للعقار الرابع عن فيلم "فرسان الحصان في 11 سبتمبر" من إعداد أليكس كوادي.[131]
- 2012 جائزة تيلي عن فيلم "فرسان الحصان في 11 سبتمبر" من إعداد أليكس كوادي.[132]

## وصلات خارجية
- الموقع الرسمي